# I Mjongbak
I Mjongbak, néhol hibásan Ri Mjong Bak (hangul: 이명박, handzsa: 李明博, RR: Lee Myung-bak; Oszaka, 1941. december 19. –) koreai politikus, Dél-Korea elnöke 2008 és 2013 között. Elnökké választása előtt a Hyundai Engineering & Construction vezérigazgatója és Szöul polgármestere volt. Felesége Kim Junok (Kim Yoon-ok), három lánya és egy fia van. Hét testvére közül az egyik, I Szangduk (Lee Sang-dook) szintén politikus. Vallása szerint presbiteriánus. Családja 1929-ben költözött Japánba és 1945-ben, a második világháború után tért vissza Koreába. I a Koreai Egyetemen végzett és a Párizsi Diderot Egyetemen 2011. május 13-án tiszteletbeli fokozatot kapott.
Elnöksége alatt változás állt be az ország Észak-Koreával való kapcsolatában, I (Lee) ugyanis elődjéhez képest keményvonalasabb politikát képviselt a növekvő északi agresszivitásra válaszul. Emellett azonban nyitott maradt a térségben az Oroszországgal, Japánnal és Kínával való párbeszédre. Elnöksége idején Dél-Korea a világpolitikában is növelte befolyását, aminek az eredményeképpen Szöulban került sor a 2010-es G20 találkozóra. Koreában viszont jelentős vita folyik a kormányzati kezdeményezésekről, ami néhány frakcióból polgári ellenállást és tiltakozásokat váltott ki a kormányzat Szabad Korea Párt (Jayu Hangukdang) (a korábbi Nagy Nemzeti Párt) ellen. A párton belüli reformista szárny szintén konfliktusban állt vele. Az elnöki poszton Pak Kunhje (Park Geun-hye) követte.
Közismert gúnyneve 2MB, amely nevének rövidítése (a kettőt a koreaiban i (lee)-nek ejtik), és mivel megegyezik a két megabájt számtani jelölésével, „agyi kapacitását” hivatott kifejezni.
2018 októberében It korrupció vádjával 15 év börtönbüntetésre ítélték, valamint 13 milliárd von büntetést is fizetnie kell. Többek között sikkasztásban, kenőpénz elfogadásában és az államkassza megkárosításában találták bűnösnek. 2022-ben Jun Szogjol elnök kegyelemben részesítette It.